# Ciprofloxacin
A ciprofloxacin  egy szintetikus, a fluorkinolonok családjába tartozó antibiotikum.
A VIII. Magyar Gyógyszerkönyvben két formában hivatalos:
| Ciprofloxacin             | Ciprofloxacinum               |
| Ciprofloxacin-hidroklorid | Ciprofloxacini hydrochloridum |

## Gyógyszerhatás
A ciprofloxacin baktericid hatást fejt ki a baktériumok szaporodási fázisára azáltal, hogy gátolja a bakteriális DNS-giráz (topoizomeráz) enzimet. Ezen enzim gátlásával lehetetlenné válik a DNS replikáció valamint a transzláció is, így a baktérium nem képes a szaporodásra és a fehérjeszintézise is megszűnik. A fluorkinolon antibiotikumok 100-szor szelektívebbek  a bakteriális DNS-giráz enzimre, mint az emlős (humán) enzimre.
A fluorkinolon-karbonsav antibiotikumokat – így a ciprofloxacint is – széles antibakteriális hatásuk, speciális támadáspontjuk valamint az alacsony bakteriális rezisztencia miatt széles körben alkalmazzák súlyos felsőlégúti fertőzések és  húgyúti fertőzések esetén. Bizonyítottan hatásos Bacillus anthracis okozta fertőzések esetén is (inhalációs is!).

## Hatásszélesség
A Ciprofloxacin egy széles spektrumú  antibiotikum, ami a gram-pozitív és gram-negatív baktériumok ellen is hat.
Erős hatás
- Enterobacteriaceae
- Vibrio
- Hemophilus influenzae
- Neisseria gonorrhoeae
- Neisseria meningitidis
- Moraxella catarrhalis
- Brucella
- Campylobacter
- Mycobacterium intracellulare
- Legionella sp.
- Pseudomonas aeruginosa
- Bacillus anthracis

Gyenge hatás:
- Streptococcus pneumoniae

Nincs hatása:
- Bacteroides
- Burkholderia cepacia
- Enterococcus faecium
- Ureaplasma urealyticum

## Mellékhatások
Fő mellékhatása a gasztrointesztinális irritáció, ami sok más antibiotikumra is jellemző.

## Védjegyezettnevű készítmények
- Cifloxin
- Cifran
- Ciloxan
- Ciphin
- Ciplox
- Ciprinol
- Ciprobay  (Bayer)
- Ciprolen
- Cipropharm
- Ciprum
- Cydonin